# Nimrod Megiddo
Pour les articles homonymes, voir Megiddo (homonymie).
Nimrod Megiddo (en hébreu : נמרוד מגידו) est un mathématicien et informaticien américain d'origine israélienne. Il est chercheur au centre de recherche IBM Almaden. Ses sujets de recherche incluent l'optimisation, la conception et l'analyse d'algorithmes, la théorie des jeux et l'apprentissage automatique.

## Formation et carrière
Megiddo a reçu son doctorat en mathématiques de l'Université hébraïque de Jérusalem sous la direction de Michael Maschler avec une thèse intitulée « Compositions of Cooperative Games ».
Il est chercheur invité à l'Université Stanford, au Tokyo Institute of Technology, l'Université Northwestern, l'Université de l'Illinois à Urbana-Champaign, l'Université Carnegie-Mellon, le National Research Institute for Mathematical Sciences (CSIR) en Afrique du Sud, au Palo Alto Research Center et au MSRI.
Il est chercheur au centre de recherche IBM Almaden à San José et parallèlement il enseigne à l'Université de Tel Aviv.

## Travaux
En géométrie informatique, Megiddo est connu pour ses techniques Prune and search (en) (élagage et recherche) et de recherche paramétrique (en) suggérées en 1983 , et utilisées pour divers problèmes d'optimisation géométrique, notamment pour résoudre le problème du cercle minimum en temps linéaire.

## Prix et distinctions
Megiddo a reçu le prix de théorie John-von-Neumann 2014, pour son travail en autour de l'optimisation linéaire (notamment la complexité de l'algorithme du simplexe et des développements des méthodes de points intérieurs), ainsi que ses travaux en théorie algorithmique des jeux.
Il a également reçu le prix ICS 1992[réf. nécessaire] et il est récipiendaire en 1992 du prix Frederick W. Lanchester .
En 2009, il a reçu le prix Fellows de l'Institute for Operations Research and the Management Sciences (INFORMS) pour ses contributions à la théorie et à l'application de la programmation mathématique, comprenant des recherches paramétriques, des méthodes de points intérieurs, la programmation linéaire à basse dimension, l'analyse probabiliste de la méthode simplex la théorie des jeux.

## Publications
- (éd): « Essays in Game Theory in Honor of Michael Maschler », Springer Verlag, 1994.
- avec M. Kojima, T. Noma, A. Yoshise: A unified approach to interior point algorithms for linear complementarity problems, Lecture Notes in Computer Science 538, Springer Verlag, 1991.
- (éd): Progress in Mathematical Programming: Interior-Point and Related Methods, Springer Verlag, 1988.
- (éd) avec Y. Xu, B. Zhu: Algorithmic Applications in Management, Proceedings First International Conference, Algorithmic Applications in Management (AAIM) 2005, Xian, China, June 22-25, 2005, Springer Verlag 2005.